# کلیرو
کلیرو (یونانی: Kλήρου؛ ترکی استانبولی: Kliru) یک ناحیهٔ تاریخی معدنی در قبرس است و حدود ۱۸٬۷ کیلومتر مربع مساحت دارد. این ناحیه در تپه‌های شمالی کوهستان ترودوز و ۲۷ کیلومتری جنوب غربی نیکوزیا واقع شده‌اند. این ناحیه از زمان عصر برنز مسکونی بوده‌است.